# Унос података
Унос података је процесни задатак, потребан када није доступна машински читљива верзија информација за планирану рачунарску анализу или обраду. 
Унос података се често врши помоћу тастатуре, а понекад и помоћу миша, мада може бити укључен и скенер са ручним напајањем. 

## Средства за унос података
Унос података се вршио на следеће начине:
- Унос података помоћу тастера био је повезан са концептом групне обраде - није било непосредних повратних информација.

- Рачунарске тастатуре и мрежни унос података пружају могућност давања повратних информација службенику за унос података који обавља посао. [5]
- Додавањем нумеричких тастера, рачунарским тастатурама, уведен је бржи, а често и мање погрешан унос нумеричких података. [6]
- Коришћење рачунарског миша, обично на персоналном рачунару, отворило је још једну могућност за унос података. [7]
- Екрани на додир, увели су још више опција, укључујући могућност  уноса података, [7] посебно имајући у виду „одговарајућу висину радне површине, приликом уноса података“.